# Torneo de Cluj-Napoca 2025
El Transylvania Open 2025 fue un torneo profesional de tenis que se jugó en canchas duras bajo techo. Fue la 5.ª edición del torneo, y formó parte de los torneos WTA 250 del 2025. Se llevó a cabo en Cluj-Napoca (Rumania), entre el 3 de febrero al 9 de febrero de 2025.

## Distribución de puntos
| Modalidad           | Campeona | Finalista | Semifinales | Cuartos de final | 2.ª ronda | 1.ª ronda | Clasificadas | 2.ª ronda de clasificación | 1.ª ronda de clasificación |
| Individual femenino | 250      | 163       | 98          | 54               | 30        | 1         | 18           | 12                         | 1                          |
| Dobles femenino     | 250      | 163       | 98          | 54               | 1         | -         | -            | -                          | -                          |

## Cabezas de serie

### Individuales femenino
| Tenista                | Ranking | Preclasificada |
| Anastasia Potapova     | 33      | 1              |
| Olga Danilović         | 41      | 2              |
| Peyton Stearns         | 46      | 3              |
| Anhelina Kalinina      | 48      | 4              |
| Kateřina Siniaková     | 53      | 5              |
| Jéssica Bouzas         | 57      | 6              |
| Elisabetta Cocciaretto | 59      | 7              |
| Jaqueline Cristian     | 61      | 8              |

- Ranking del 27 de enero de 2025.

### Dobles femenino
| Tenista                             | Ranking | Preclasificadas |
| Monica Niculescu Sabrina Santamaria | 113     | 1               |
| Yana Sizikova Fanny Stollár         | 121     | 2               |
| Quinn Gleason Kimberley Zimmermann  | 171     | 3               |
| Emily Appleton Tang Qianhui         | 17      | 4               |

## Campeonas

### Individual femenino
Anastasia Potapova venció a  Lucia Bronzetti por 4-6, 6-1, 6-2

### Dobles femenino
Magali Kempen /  Anna Sisková vencieron a por  Jaqueline Cristian /  Angelica Moratelli por 6-3, 6-1